# 偶像防衛隊
《偶像防衛隊》（アイドル防衛隊ハミングバード）是吉岡平的輕小說作品，由富士見書房發行，全2卷。1993年起改編為全4卷的OVA動畫。

## 劇情提要
199X年，日本政府突然發表「自衛隊民營化」的聲明，但並沒有民間企業願意跟進，唯獨演藝界的情況大不相同。演藝界各家製作公司投入自衛隊事業的同時，將戰鬥機駕駛員培育為偶像，甚至創造出「偶像飛行員」這個詞彙。

## 登場人物

### 取石事務所

#### Humming Bird
社長取石葉月麾下，由她親生女兒的5位姊妹所組成之女性偶像飛行員團體。團體、人物名稱、專用駕駛機的由來皆出自於《雷鳥神機隊》。
取石 五月（聲：三石琴乃、（港）陸惠玲）
本作主角。取石姊妹中排行老三。5月15日出生，17歲（『'95風の唄』之後為18歲）。血型為O型。Humming Bird 3號的駕駛員。為取得飛行員大獎而努力。
在OVA版裡名字寫成取石 皐月，原因參見備考解說。
取石 神無（聲：玉川紗己子、（港）黃麗芳）
取石姊妹中的大姊。10月16日出生，19歲（『'95風の唄』以後為20歲）。血型A型。Humming Bird的領隊，1號戰鬥機駕駛員。個性冷靜沉穩值得信賴，但是生氣起來是姊妹當中最可怕的。對任何競賽都會認真投入。
取石 彌生（聲：天野由梨、（港） 盧素娟）
取石姊妹的老二。3月7日出生，18歲（『'95風の唄』以後為19歲）。血型A型。Humming Bird 2號機駕駛員。由於男子氣的服裝與一頭短髮而看起來個性很強，但言行舉止並不粗野，更有著擅長料理這項有女人味的優點。各類運動全才，尤以跆拳道最為得意。
取石 卯月（聲：草地章江、（港）林元春）
取石姊妹中排行老四。4月20日出生，15歲（『'95風の唄』之後為16歲）。血型O型。Humming Bird 4號機駕駛員。平時總是溫文儒雅，即使在戰鬥中依舊維持個人風格。在姊妹當中歌唱得最好。
身高雖然和水無相近，卻有著比皐月、彌生還要好的三圍比例，經常成為跟拍的目標。
取石 水無（聲：椎名碧流、（港）梁少霞）
取石姊妹的老。6月6日出生，12歲（『'95風の唄』以後為13歲）。血型O型。Humming Bird 5號機駕駛員，兼任4號機副駕駛。外在表現天真無邪，其實是姊妹當中思慮最深的。興趣是食訪各家拉麵店，但其實是個味覺白癡。

#### 上司、相關人士
取石 葉月（聲：土井美加、（港） 黃鳳英）
取石姊妹的母親，取石事務所社長。作品開始當初是40歲，不過外表看起來相當年輕，即使說是神無的姊姊也會令人覺得自然。舊姓為丘野，曾經以空軍上校飛官身分遨翔天際。
丈夫取石優馬於7年前失蹤，自此一手將女兒扶養長大。至今仍然盼望著優馬平安歸來。
工藤 俊作（聲：松本保典、（港）馮錦堂）
原本是陸上自衛隊隊員。最初只是一位普通的錄影帶製作人，從取石姊妹身上感受到發展潛能，毛遂自薦為專屬製作人。
伊集院 忍（聲：鈴木勝美、（港）郭志權）
Humming Bird的經理。由於工作性質的緣故，勞碌辛苦不絕，隨身總是攜帶著胃藥。
安田（聲：菊池正美、（港）李錦綸（TVB版第一節）、張錦江（TVB版第四節））
名字不詳。攝影師。認識的人都叫他「小安田」，受人仰慕。
取石 文（聲：中博史、（港）源家祥）
取石姊妹的爺爺，葉月的父親，Humming Bird専用機的開發者。過去曾任日本海軍技術士官。對於開發、整備工作相當嚴格，不過是個非常寵愛孫女的爺爺。
取石 優馬（聲：堀秀行）
取石姊妹的父親。和矢島是一同競爭飛行員大獎的勁敵。在當時和葉月認識後來並結了婚，生下取石姊妹，但是在7年前的第16次波斯灣戰爭中為了救出友人而出擊，自此失去消息。
本篇故事裡只有在回憶畫面登場，而在廣播劇CD中奇蹟似地生還。

### 矢島Office

#### SNAP
由4名男性所組成的偶像飛行員團體。每位成員的本名不詳。其爽朗的性格與外貌博得相當高的人氣支持。座機為F-16戰隼，但駕駛能力宛如外行。團體名稱來自SMAP。

#### Fever Girls
自『'94夏』登場。為了對付Humming Bird所準備的秘密武器，2人搭檔的女性偶像飛行員。賣點是凌駕在歌唱能力與容貌之上，對男性散發性感魅力的姣好身材（尤其是巨乳），不過戰鬥機的駕駛技術也相當有水準，階級為空軍中尉。愛用機體是F-18黃蜂。兩人和皐月經歷沙灘排球對戰之後成為好朋友。團體名稱源自1990年代活躍的性感偶像團體。
中條 仁美（聲：水谷優子）
在Fever Girls裡負責裝傻。19歲（『'95風の唄』以後是20歲）。特徵是長及腰部的馬尾髮型。身高164cm、三圍是B96/W60/H85（cm）。
見到美男子就態度轉弱，對加藤一見鍾情。名字取自於中條可奈子與藤崎仁美。
細川 麗子（聲：岡本麻彌）
Fever Girls的吐槽者。20歲（『'95風の唄』以後是21歲）。特徵為深長及腰的波浪髮型。身高163cm、三圍是B94/W58/H84（cm）。
雖然胸圍在數字上小讓仁美一步，但身體柔軟度與彈性更勝一籌，因此有著比仁美更能夠煽情地扭腰擺臀，聚集男性目光的優點。名字的由來為細川典江和加藤麗子。

#### 上司、相關人士
矢島（聲：富山敬、山寺宏一（『'95夢の場所へ』）、（港）陳欣）
名字不詳。矢島Office社長。和優馬與葉月是舊識，但自從葉月拒絕自己的提案之後，便將她和取石姊妹視為眼中釘，策劃各種的妨礙工作。然而其自身承認葉月與取石姊妹的實力，在『'95夢の場所へ』劇中為了救出Fever Girls緊急出擊而遭受媒體大眾責難時，矢島為了表達對她們的感謝之意而出言相挺。
蛇沼（聲：立木文彥、（港）陳永信）
名字不詳。矢島的秘書，兼任SNAP的經理。對矢島相當忠誠，遵從矢島的指示對Humming Bird做出許多妨礙工作。
加藤 五郎（聲：置鮎龍太郎）
在『'94夏』登場。嚴格訓練Fever Girls，有點自信過剩的型男。階級為空軍少校，駕駛能力優秀，但缺乏歌唱天分。下顎左側處有明顯的傷痕。他的學生Fever Girls（特別是仁美）將他視為理想男性而仰慕。
矢島所聘請的教練，過去曾經是取石優馬的部下。因此在皐月身上看到優馬的影子，默默地守護著她。

### 其他
貝多雷·迪維斯（聲：子安武人）
在『'95夢の場所へ』登場。仗著充裕的資金與軍事力壓制他國，自大的金髪男子。他成功地擊墜參與聯合國軍隊的Fever Girls座機F-18黃蜂，並且將其俘虜。真正目的只是身為一名追星族而想要將她們放在身旁，身高極矮（140cm以下），藉由投影機放大使自己看起來比較高。

## 登場機械
Humming Bird 1號
制空戰鬥機。高速飛行能力優秀，最高速度高於3馬赫。主要武裝為30mm格林機槍。
Humming Bird 2號
VTOL戰鬥機。機動性不遜於1號與3號機。主要武裝為20mm格林機槍。
Humming Bird 3號
汎用戰鬥機。為1號機的姊妹機，不過具備有換裝導彈等各式兵器配件的能力與優秀的匿蹤性能。主要武裝為30mm格林機槍。
Humming Bird 4號
超大型輸送機兼空中指揮機。甚至可以對1～3號機進行空中補給。
Humming Bird 5號
攻擊直升機。搭載於4號機之中，能夠在空中出擊、回收。雖然是直升機卻有著1.2馬赫的驚異速度，缺點是不能久飛。主要武裝是30mm機槍。
除此之外還有川崎T-4、F-4幽靈II、F-14雄貓、F-16戰隼、F-18黃蜂、F-15鷹式、F-86軍刀、企業號航空母艦等多數實際存在的戰鬥機與原子動力航空母艦登場。

## 小說
2008年皆已絕版。
- - 發售 - 1993年6月
  - 出版 - 富士見書房
  - 售價 - 日幣504円
  - ISBN 4-8291-2503-9
- - 發售 - 1994年6月
  - 出版 - 富士見書房
  - 售價 - 日幣483円
  - ISBN 4-8291-2570-5

## OVA

### 各卷標題
- 偶像防衛隊Humming Bird（アイドル防衛隊ハミングバード）（1993年9月1日發行）
- 偶像防衛隊Humming Bird '94夏（アイドル防衛隊ハミングバード'94夏）（1994年6月1日發行）
- 偶像防衛隊Humming Bird '95風之歌（アイドル防衛隊ハミングバード'95風の唄）（1995年6月1日發行）
- 偶像防衛隊Humming Bird '95前往夢想之處（アイドル防衛隊ハミングバード'95夢の場所へ）（1995年12月1日發行）

原本預定在《'94夏》發行後，《'95風之歌》發行之前接續發行《'94冬》（詳情後述原因參照備考「本來可能一共5卷的OVA版」的部分）。後來OVA全系列於2012年1月22日在AT-X首次播出。

### 工作人員
- 原作 - 吉岡平（富士見書房刊）
- 製作 - 大場龍雄、加藤博
- 企畫 - 藤原正道
- 人物設計 - 柳澤正秀
- 作畫監督 - 桂憲一郎、柳澤正秀
- 美術監督 - 新井寅雄、朝倉千登勢、海野よしみ（Production-ai）
- 攝影監督 - 杉浦充
- 音樂 - 見良津健雄
- 音響監督 - 田中英行
- 效果 - 野口透（Anime Sound）
- 錄音製作 - Audio Tanaka
- 音樂製作人 - 藤田純二、柴田新
- 音樂製作 - Future Vision Music
- 製作人 - 服部街宇、下地志直
- 監督、腳本、分鏡 - 村山靖
- 動畫製作 - 葦Production
- 製作 - 東寶株式會社

### 歌曲
第1作
- 片頭曲「Love Wing」
作詞：及川眠子　作曲：都志見隆　編曲：上杉洋史　歌：取石卯月
- 插入曲
作詞：白峰美津子　作曲、編曲：鈴木武生　歌：ハミングバード(Hummingbird)
- 演唱曲
作詞：及川眠子　作曲：都志見隆　編曲：上杉洋史　歌：ハミングバード(Hummingbird)
- 片尾曲
作詞：白峰美津子　作曲、編曲：鈴木武生　歌：ハミングバード(Hummingbird)

第2作
- 片頭曲
作詞：及川眠子　作曲：都志見隆　編曲：宮城純子　歌：取石卯月
- 演唱曲&片尾曲「RAINBOW FORCES」
作詞：吉澤久美子　作曲、編曲：宮城純子　歌：ハミングバード(Hummingbird)

第3作
- 片頭曲「MY BLUE PARADISE」
作詞：白峰美津子　作曲：淺田直　編曲：見良津健雄　歌：取石卯月
- 插入曲
作詞：真名杏樹　作曲：工藤崇　編曲：宮城純子　歌：ハミングバード(Hummingbird)
- 插入曲
作詞：青柳美奈子　作曲：藤井美保　編曲：見良津健雄　歌：取石神無、取石彌生
- 插入曲
作詞：森由子　作曲：工藤崇　編曲：見良津健雄　歌：取石皐月、取石水無
- 片尾曲
作詞：石川華子　作曲：工藤崇　編曲：外山和彥　歌：ハミングバード(Hummingbird)

第4作
- 片頭曲「MY BLUE PARADISE」
- 插入曲「Love Wing」（5人Ver.）
- 演唱曲「情熱」
作詞：白峰美津子　作曲：工藤崇　編曲：見良津健雄　歌：ハミングバード(Hummingbird)
- 片尾曲
作詞：白峰美津子　作曲、編曲：和泉一彌　歌：ハミングバード(Hummingbird)

### 相關商品

#### CD
- FIRST FLIGHT
- GRAND FINALE at SHIBUYA Kokaido

#### 書籍
2008年現在已絕版。
- - 發售 - 1996年1月1日
  - 出版 - GAKKEN
  - 售價 - 日幣1800円

## 備考
- 取石皐月的名字標示
  - 原作中為「五月」、OVA版時改為「皐月」，這是由於吉岡平在構思原作當時，「皐」這個字並沒有包含在人名用漢字裡（雖然實際上自1990年以後即涵蓋在內，在寫作與小說發售時應該是來得及修改的）。到了OVA版製作時，實現了吉岡平原本想要的寫法。
- 本來可能一共5卷的OVA版
  - 當初的企畫本來在『'94夏』之後要接著續篇『'94冬』，但因為諸多緣故而作罷。若依照原預定製作的話，OVA版將可能一共有5卷問世。而Humming Bird的其中一首歌曲，本來是預定要在『'94冬』的演唱部分使用而製作的歌曲[3]。
- 關於OVA版最終回『'95夢の場所へ』的製作，由於前3卷葦Production方面所負責的製作人連帶底下主要製作群獨立門戶創設XEBEC，而發生工作人員大幅更迭的情況。
- 本作品是椎名碧流的出道作。
- 在OVA版銷售宣傳期間，飾演主要角色的5名聲優實際組成了同名的團體，並舉辦各項演唱會與後援會活動、以及主持廣播節目。
- OVA版台灣代理商為新潮社有限公司，僅發行VHS版，內嵌中文字幕；台灣首播頻道為首華卡通頻道，首播時用的版本就是新潮社VHS版。
- 香港無綫電視翡翠台於1994年8月1日早上10:45至11:45「週一動畫新領域」時段播出OVA版第一期。